# Kinas Grand Prix 2013
Kinas Grand Prix 2013, officiellt 2013 Formula 1 UBS Chinese Grand Prix, var en Formel 1-tävling som hölls den 14 april 2013 på Shanghai International Circuit i Shanghai, Kina. Det var den tredje tävlingen av Formel 1-säsongen 2013 och kördes över 56 varv. Vinnare av loppet blev Fernando Alonso för Scuderia Ferrari, tvåa blev Kimi Räikkönen för Lotus och trea blev Lewis Hamilton för Mercedes.

## Kvalet
| KR. | Nr | Förare              | Konstruktör          | Q1       | Q2       | Q3        | Grid |
| --- | -- | ------------------- | -------------------- | -------- | -------- | --------- | ---- |
| 1   | 10 | Lewis Hamilton      | Mercedes             | 1.35,793 | 1.35,078 | 1.34,484  | 1    |
| 2   | 7  | Kimi Räikkönen      | Lotus-Renault        | 1.37,046 | 1.35,659 | 1.34,761  | 2    |
| 3   | 3  | Fernando Alonso     | Ferrari              | 1.36,253 | 1.35,148 | 1.34,788  | 3    |
| 4   | 9  | Nico Rosberg        | Mercedes             | 1.35,959 | 1.35,537 | 1.34,861  | 4    |
| 5   | 4  | Felipe Massa        | Ferrari              | 1.35,972 | 1.35,403 | 1.34,933  | 5    |
| 6   | 8  | Romain Grosjean     | Lotus-Renault        | 1.36,929 | 1.36,065 | 1.35,364  | 6    |
| 7   | 19 | Daniel Ricciardo    | Toro Rosso-Ferrari   | 1.36,993 | 1.36,258 | 1.35,998  | 7    |
| 8   | 5  | Jenson Button       | McLaren-Mercedes     | 1.36,667 | 1.35,784 | 2.05,673  | 8    |
| 9   | 1  | Sebastian Vettel    | Red Bull-Renault     | 1.36,537 | 1.35,343 | Ingen tid | 9    |
| 10  | 11 | Nico Hülkenberg     | Sauber-Ferrari       | 1.36,985 | 1.36,261 | Ingen tid | 10   |
| 11  | 14 | Paul di Resta       | Force India-Mercedes | 1.37,478 | 1.36,287 |           | 11   |
| 12  | 6  | Sergio Pérez        | McLaren-Mercedes     | 1.36,952 | 1.36,314 |           | 12   |
| 13  | 15 | Adrian Sutil        | Force India-Mercedes | 1.37,349 | 1.36,405 |           | 13   |
| DSQ | 2  | Mark Webber         | Red Bull-Renault     | 1.36,148 | 1.36,679 |           | PL1  |
| 15  | 16 | Pastor Maldonado    | Williams-Renault     | 1.37,281 | 1.37,139 |           | 14   |
| 16  | 18 | Jean-Éric Vergne    | Toro Rosso-Ferrari   | 1.37,508 | 1.37,199 |           | 15   |
| 17  | 17 | Valtteri Bottas     | Williams-Renault     | 1.37,769 |          |           | 16   |
| 18  | 12 | Esteban Gutiérrez   | Sauber-Ferrari       | 1.37,990 |          |           | 17   |
| 19  | 22 | Jules Bianchi       | Marussia-Cosworth    | 1.38,780 |          |           | 18   |
| 20  | 23 | Max Chilton         | Marussia-Cosworth    | 1.39,537 |          |           | 19   |
| 21  | 20 | Charles Pic         | Caterham-Renault     | 1.39,614 |          |           | 20   |
| 22  | 21 | Giedo van der Garde | Caterham-Renault     | 1.39,660 |          |           | 21   |

| Vidare från första kvalrundan ▬▬ Vidare från andra kvalrundan ▬▬ |

Noteringar:
- ^1  — Mark Webber kvalificerade sig som fjortonde, men blev bestraffad för att ha lämnat in ett felaktigt bränsleprov.[1]

## Loppet

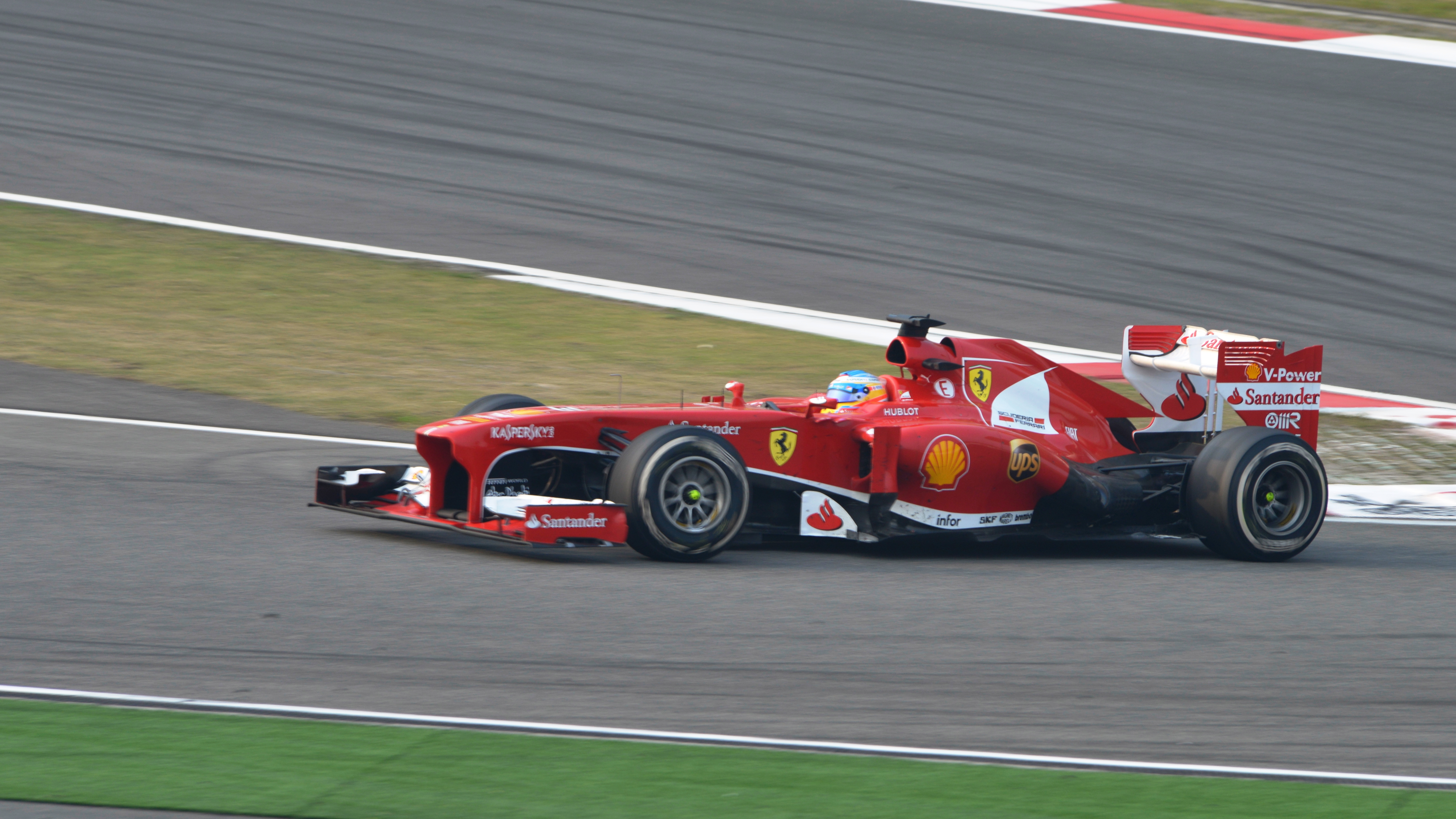
Fernando Alonso vann loppet.

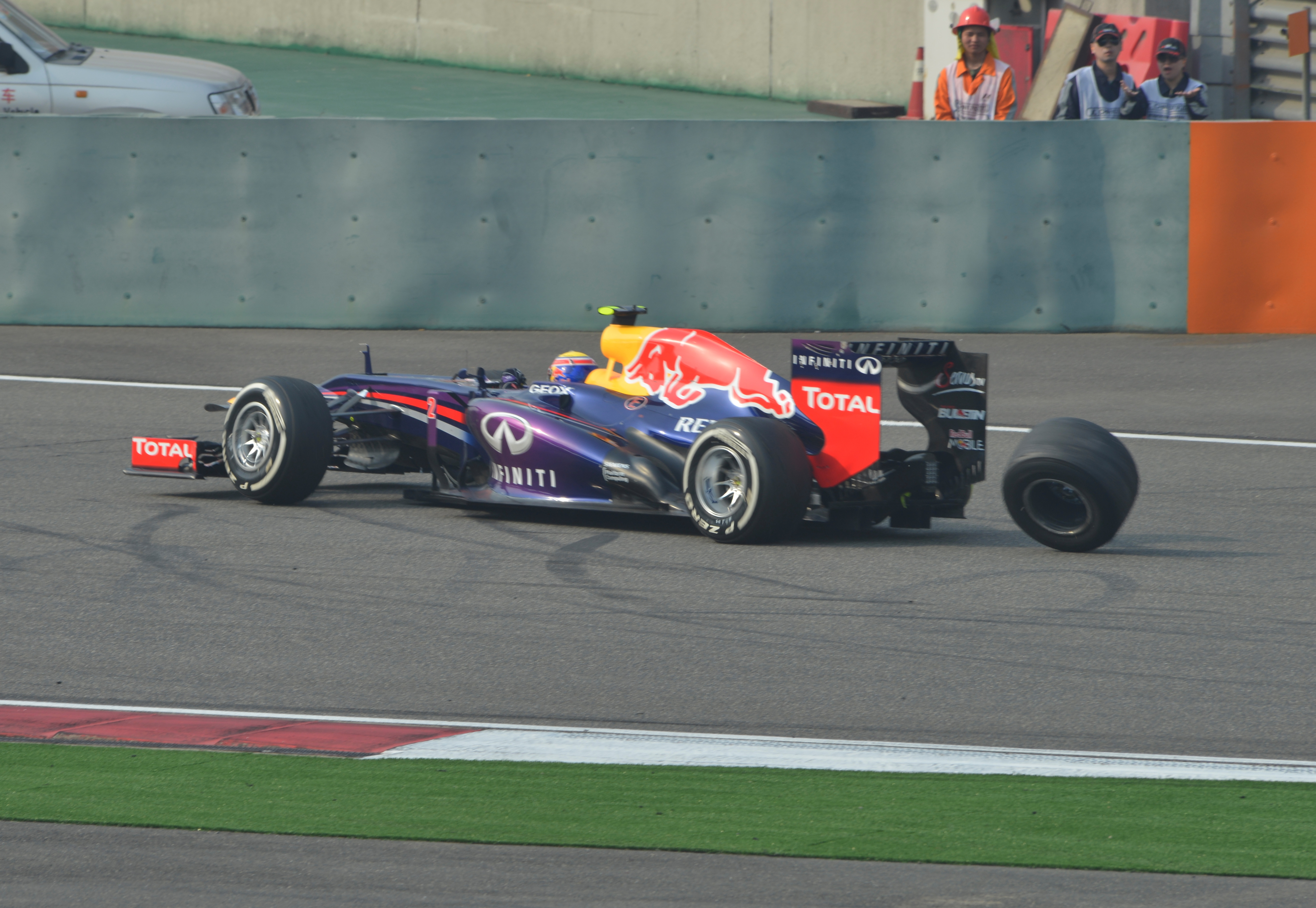
Mark Webbers bakhjul lossnade, vilket gjorde att han blev tvungen att bryta.

| Pos. | Nr | Förare              | Konstruktör          | Varv | Tid             | Grid | P  |
| ---- | -- | ------------------- | -------------------- | ---- | --------------- | ---- | -- |
| 1    | 3  | Fernando Alonso     | Ferrari              | 56   | 1:36.26,945     | 3    | 25 |
| 2    | 7  | Kimi Räikkönen      | Lotus-Renault        | 56   | +10,168         | 2    | 18 |
| 3    | 10 | Lewis Hamilton      | Mercedes             | 56   | +12,322         | 1    | 15 |
| 4    | 1  | Sebastian Vettel    | Red Bull-Renault     | 56   | +12,525         | 9    | 12 |
| 5    | 5  | Jenson Button       | McLaren-Mercedes     | 56   | +35,285         | 8    | 10 |
| 6    | 4  | Felipe Massa        | Ferrari              | 56   | +40,827         | 5    | 8  |
| 7    | 19 | Daniel Ricciardo    | Toro Rosso-Ferrari   | 56   | +42,691         | 7    | 6  |
| 8    | 14 | Paul di Resta       | Force India-Mercedes | 56   | +51,084         | 11   | 4  |
| 9    | 8  | Romain Grosjean     | Lotus-Renault        | 56   | +53,423         | 6    | 2  |
| 10   | 11 | Nico Hülkenberg     | Sauber-Ferrari       | 56   | +56,598         | 10   | 1  |
| 11   | 6  | Sergio Pérez        | McLaren-Mercedes     | 56   | +1.03,860       | 12   |    |
| 12   | 18 | Jean-Éric Vergne    | Toro Rosso-Ferrari   | 56   | +1.12,604       | 15   |    |
| 13   | 17 | Valtteri Bottas     | Williams-Renault     | 56   | +1.33,861       | 16   |    |
| 14   | 16 | Pastor Maldonado    | Williams-Renault     | 56   | +1.35,453       | 14   |    |
| 15   | 22 | Jules Bianchi       | Marussia-Cosworth    | 55   | +1 varv         | 18   |    |
| 16   | 20 | Charles Pic         | Caterham-Renault     | 55   | +1 varv         | 20   |    |
| 17   | 23 | Max Chilton         | Marussia-Cosworth    | 55   | +1 varv         | 19   |    |
| 18   | 21 | Giedo van der Garde | Caterham-Renault     | 55   | +1 varv         | 21   |    |
| Ret  | 9  | Nico Rosberg        | Mercedes             | 21   | Upphängning     | 4    |    |
| Ret  | 2  | Mark Webber         | Red Bull-Renault     | 15   | Hjul            | 22   |    |
| Ret  | 15 | Adrian Sutil        | Force India-Mercedes | 5    | Kollisionsskada | 13   |    |
| Ret  | 12 | Esteban Gutiérrez   | Sauber-Ferrari       | 4    | Kollision       | 17   |    |

| Förare och stall som tog poäng ▬▬ |

## Ställning efter loppet
|     | Pos. | Förare           | Poäng |
| --- | ---- | ---------------- | ----- |
| ▬   | 1    | Sebastian Vettel | 52    |
| ▬   | 2    | Kimi Räikkönen   | 49    |
| ▲ 3 | 3    | Fernando Alonso  | 43    |
| ▬   | 4    | Lewis Hamilton   | 40    |
| ▬   | 5    | Felipe Massa     | 30    |

|     | Pos. | Konstruktör      | Poäng |
| --- | ---- | ---------------- | ----- |
| ▬   | 1    | Red Bull-Renault | 78    |
| ▲ 1 | 2    | Ferrari          | 73    |
| ▼ 1 | 3    | Lotus-Renault    | 60    |
| ▬   | 4    | Mercedes         | 52    |
| ▲ 2 | 5    | McLaren-Mercedes | 14    |

- Notering: Endast de fem bästa placeringarna i vardera mästerskap finns med på listorna.